# Bagni di Lusnizza
Bagni di Lusnizza (Deutsch: Lußnitz, Friulanisch: Lugizze, Slowenisch: Lužnice) ist eine Ortschaft der Gemeinde Malborghetto-Valbruna im italienischen Kanaltal. Ungefähr zwei Kilometer östlich der Ortschaft liegt der kleine Ort Santa Caterina (St. Kathrein).

## Bagni di Lusnizza (Lussnitz)
Bagni di Lusnizza (Lußnitz) war wegen seiner Schwefelquellen schon im 14. Jahrhundert bekannt. 1353 wurde der Ort erstmals urkundlich erwähnt. Der Name leitet sich wahrscheinlich vom slowenischen Lusnica (Sumpfgebiet) oder Luzice (Laugen- oder Schwefelwasser) ab. Auf Friulanisch wird der Ort als Lugizze bezeichnet.
Der Ort im Kanaltal mit rund 200 Einwohnern gehört zur Gemeinde Malborgeth.

## Santa Caterina (St. Kathrein)

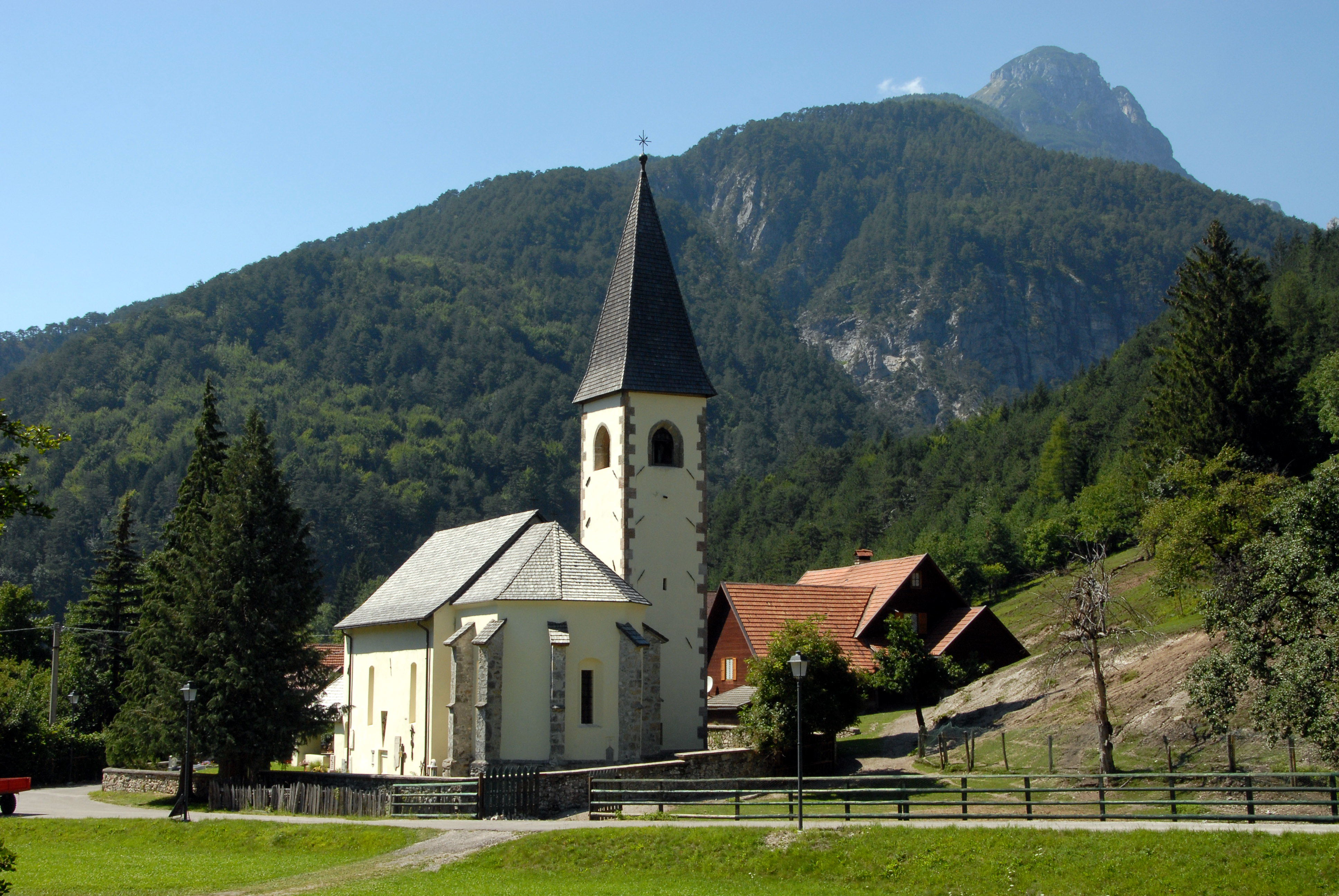
Kirche von Santa Caterina

Im Norden steht der Schinouz (2201 m) und der Kuk (1591 m), die vom Weißenbachgraben getrennt werden, der hier in die Fella mündet. Hier liegt Santa Caterina (St. Kathrein, Friulanisch: Sante Catarine; slow.: Šenkatríja), der wahrscheinlich älteste Ort des Kanaltals. Wie aus Bamberger Dokumenten (Erzbistum Bamberg) hervorgeht, wurde der Ort von Siedlern aus dem Frankenland im 11. Jahrhundert gegründet. Die alte Kirche in St. Kathrein ist von fünf bäuerlichen Gehöften umgeben. Von diesem Ort wanderte in den 1940er Jahren nur ein einziger Einwohner ab. Bis heute sprechen Bewohner den Kärntner Dialekt.

## Kirchen
Die Kirche von Bagni di Lusnizza, die dem Heiligen St. Gotthard geweiht ist, war vom Bischof Graf von Hohenlohe (1244–1352) gestiftet worden. Die Kirche im Ort Santa Caterina ist 1150 zu Ehren der heiligen Kathrein erbaut worden.

## Wirtschaft
Schon im Jahre 1353 erwähnte man eine Schmiede zum Eisen schlagen und schmieden. Nicht weit von diesem Ort wurde in der Zwischenkriegszeit das leistungsfähigste Sägewerk des Tales errichtet. Heute steht es still.
Lußnitz war einst ein beliebter Ort für die Sommerfrische.
Vor den Weltkriegen hatte der Ort zwei Hotels (Thomashof und Oman) mit Schwefelbädern und Kurmittel, die nun als Sommerholungsheime für Jugendliche genutzt werden. Vor dem Ersten Weltkrieg lockten die Schwefelquellen Kurgäste aus halb Europa an.
Das Hotel Thomashof war in den 1930er Jahren das modernste der Provinz und wurde von der Handelskammer Udine wiederholt prämiert.
Bis vor kurzem, als die Staatsstraße (Strada Statale 13) noch der Hauptverkehrsweg durch das Kanaltal war, hatte Bagni di Lusnizza noch mehrere gut gehende Gasthäuser und der Ort lebte vom Durchzugsverkehr.

## Persönlichkeiten
- Max Errath (Massimiliano Erasi), berühmter italienischer Fliegeroffizier im Zweiten Weltkrieg, beschädigte den schweren britischen Kreuzer Liverpool schwer
- Thomas Kovatsch, einer der ersten gemeldeten Autobesitzer der Donaumonarchie, ehemaliger Besitzer des Hotels Thomashof in Bagni di Lusnizza